# My Favourites
My Favourites es un doble disco recopilatorio de la cantante alemana Sandra, editado en 1999. 

## Producción
Imitando lo que estaban haciendo otros artistas, como Modern Talking —remezclar viejas canciones para «modernizarlas»—, My Favourites se publicó con remezclas de los antiguos éxitos de Sandra hechas por Peter Ries y Wolfgang Filz, y en la cual se incluía también algunas de las baladas favoritas de la cantante.

## Recibimiento
El doble álbum ascendió al top 20 de las listas musicales de Alemania, Francia y Noruega.

## Sencillos
«Secret Land», en la grabación de 1999, fue la canción elegida del álbum para que fuera publicada en disco sencillo. En el vídeo musical que se rodó se podía apreciar a Sandra portando una cabellera más corta. 
En Francia se editaron —solamente como sencillos promocionales— las canciones remezcladas de «Maria Magdalena» e «In the Heat of the Night». Cada uno de los discos presentaba en su lado A la versión original de la canción, mientras que en su lado B se presentaba la versión remezclada de 1999.
En 2000, la cantante colaboró vocalmente en el sencillo de Andru Donalds «Precious Little Diamond».

## Lista de canciones
| CD 1 Versiones remezcladas |                            |                                                                |          |  |
| N.º                        | Título                     | Música - Letra                                                 | Duración |  |
| 1.                         | «Mirrored in Your Eyes»    | Cretu - Cornelius/Cretu                                        | 3:36     |  |
| 2.                         | «Secret Land»              | Gronau/Kemmler/Cretu/Björklund - Müller-Pi/Hirschburger/Hoenig | 3:19     |  |
| 3.                         | «We'll Be Together»        | Kemmler/Löhr/Sandra C - Hirschburger/Kemmler                   | 3:53     |  |
| 4.                         | «Won't Run Away» (*)       | Gad - Gad/Hirschburger                                         | 4:08     |  |
| 5.                         | «Maria Magdalena»          | Kemmler/Löhr/Cretu - Palmer-James                              | 3:59     |  |
| 6.                         | «Heaven Can Wait»          | Cretu/Kemmler/Löhr - Hirschburger/Kemmler                      | 4:10     |  |
| 7.                         | «Hiroshima»                | David Morgan                                                   | 4:25     |  |
| 8.                         | «Tell Me More» (*)         | Gad - Gad/Hirschburger                                         | 3:38     |  |
| 9.                         | «Celebrate Your Life»      | Kemmler - Hirschburger/Kemmler                                 | 3:38     |  |
| 10.                        | «Around My Heart»          | Kemmler/Löhr/Sör Otto's/Peterson - Hirschburger/Kemmler        | 3:42     |  |
| 11.                        | «In the Heat of the Night» | Cretu/Kemmler - Löhr/Hirschburger                              | 4:28     |  |
| 12.                        | «Way to India»             | Cretu - Hirschburger/Cretu                                     | 4:51     |  |
| 47:47                      |                            |                                                                |          |  |

| CD 2 Versiones originales |                              |                                      |          |  |
| N.º                       | Título                       | Música - Letra                       | Duración |  |
| 1.                        | «No Taboo»                   | Cretu - Fairstein/Cretu              | 3:51     |  |
| 2.                        | «Johnny Wanna Live»          | Cretu/Peterson - Cretu/Hirschburger  | 3:45     |  |
| 3.                        | «Don't Be Aggressive»        | Cretu - Hirschburger/Cretu           | 4:46     |  |
| 4.                        | «One More Night»             | Cretu/Peterson - Cretu/Hirschburger  | 3:39     |  |
| 5.                        | «Steady Me»                  | Cretu/Cornelius - Hirschburger/Cretu | 3:57     |  |
| 6.                        | «Love Turns to Pain»         | Cretu - Hirschburger/Cretu           | 4:59     |  |
| 7.                        | «Seal It Forever»            | Cretu/Hirschburger                   | 4:50     |  |
| 8.                        | «I Need Love '95» (*)        | Cretu - Hirschburger/Cretu           | 3:27     |  |
| 9.                        | «When the Rain Doesn't Come» | Cretu - Sandra/Cretu                 | 4:44     |  |
| 10.                       | «Nights in White Satin» (*)  | Justin Hayward                       | 3:35     |  |
| 11.                       | «First Lullaby» (*)          | Cretu/Gad - Cretu/Hirschburger       | 4:30     |  |
| 12.                       | «Fading Shades» (*)          | Gad                                  | 0:53     |  |
| 46:56                     |                              |                                      |          |  |

## Personal
Detalles de producción
- Todos los temas producidos e ingenierizados por Michael Cretu, excepto CD 1 temas 4 y 8, y CD 2 temas 8, 10, 11 y 12 producidos e ingenierizados por Michael Cretu y Jens Gad
- Remezclas: Peter Ries y Wolfgang Filz

Detalles del álbum
- Diseño artístico: Virgin Munich

## Posiciones
| País (1999) | Máxima posición |
| ----------- | --------------- |
| Alemania    | 16              |
| Francia     | 16              |
| Noruega     | 15              |
| Suiza       | 43              |